# اچ‌ام‌اس گامبیا (۴۸)
اچ‌ام‌اس گامبیا (۴۸) (به انگلیسی: HMS Gambia (48)) یک کشتی است که طول آن 169.3 m (555.5 ft) می‌باشد. این کشتی در سال ۱۹۴۰ ساخته شد.